# Ixos
Ixos – rodzaj ptaków z rodziny bilbili (Pycnonotidae).

## Występowanie
Rodzaj obejmuje gatunki występujące w południowo-wschodniej Azji.

## Morfologia
Długość ciała 20–24 cm, masa ciała 27–41 g.

## Systematyka
Rodzaj zdefiniował w 1825 roku holenderski zoolog Coenraad Jacob Temminck w publikacji własnego autorstwa poświęconej rysunkom ptaków wraz z komentarzem. Gatunkiem typowym jest (oznaczenie monotypowe) szczeciak jawajski (I. virescens).

### Etymologia
Ixos: gr. ιξος ixos ‘jemioła’ (tj. jemiołowy ptak).

### Podział systematyczny
Do rodzaju należą następujące gatunki:
- Ixos mcclellandii (Horsfield, 1840) – szczeciak rdzawogłowy
- Ixos malaccensis (Blyth, 1845) – szczeciak smugowany
- Ixos sumatranus (Wardlaw Ramsay, 1882) – szczeciak sumatrzański
- Ixos virescens Temminck, 1825 – szczeciak jawajski